# Бруно (фільм)
«Бруно» (англ. Brüno пародія на нім. Brüno) — американський фільм 2009 року. Режисер Ларрі Чарльз. Співавтор сценарію, продюсер і виконавець головної ролі Саша Барон Коен. Головний герой фільму — Бруно — австрійський тележурналіст і гомосексуал. Це вже третій фільм про персонажа з Da Ali G Show; попередніми були «Алі Джі» та «Борат».

## Назва
«Бруно: Чудові подорожі по Америці з метою змусити чоловіків-гетеросексуалів відчути себе явно ніяково у присутності блакитного іноземця у футболці-сіточці» (англ. Bruno: Delicious Journeys Through America for the Purpose of Making Heterosexual Males Visibly Uncomfortable in the Presence of a Gay Foreigner in a Mesh T-Shirt) було підставною назвою, запропонованим розповсюджувачем новин і чуток Голлівуду Defamer'ом та було помилково сприйнято як оригінальне окремими джерелами, наприклад, MovieTome, де воно досі використовується як пошуковий рядок, Daily Star. Цьому офіційний сайт призводить розширену назву в своїх метаданих.

## Сюжет
Гомосексуального австрійського оглядача мод Бруно звільняють з його шоу після того, як він влаштовує балаган на Міланському тижні мод. Разом з асистентом свого асистента Лутцем він відправляється в США, щоб стати суперзіркою. Після того, як Бруно зриває тестові прослуховування, на яких він повинен був брати інтерв'ю у зірок реаліті-шоу, він намагається домогтися популярності іншими методами. Намагаючись створити якусь сексуальну відеозапис, Бруно влаштовує інтерв'ю з американським конгресменом Роном Полом (не підозрюючим, що «грає» самого себе), якого він переплутав з драг-квин РуПолом, і поки вони чекають усунення технічних неполадок, Бруно починає приставати до Рону, який, розсердившись, йде, обізвавши його «педиком».
Також в його арсеналі виявилися й інші способи «прославитися». Він загордився з себе «голуба миру» — їде на Близький Схід і з властивим собі епатажем намагається помирити євреїв та арабів. Там йому довелося тікати від розлючених ортодоксів, які побачили його в міні-сексі шортах та єврейської ярмулці (шапочці), він пробирався до терориста з проханням, щоб його викрали і прославили його.
А на зворотному шляху в Америку, в Африці він обмінює iPod другої моделі на чорну дитину, про що з гордістю потім розповідає глядачам ток-шоу. Чорним глядачам, про чорного хлопчика! І ще зізнається, що цей хлопчик «Справжній магніт для членів». Все це присмачено високопрофесійними фотографіями з хлопчиком в ролі Ісуса на хресті, в джакузі з мужиками, або на тлі бджіл без захисного костюма. Виступ кінчається природним конфліктом, і прийомну дитину у нього відбирають.
Одного разу він розуміє, що для того, щоб стати знаменитим, треба стати гетеросексуалом. Він іде до обратітелю геїв, священику. Той намагається його наставити на шлях істинний, але наш герой примудряється його при цьому спокушати. Гей-конвертер радить йому багато різних занять, щоб відвернутися від гомосексуальності. Заради цього Бруно відвідує свінг-вечірку, відправляється на полювання з справжніми мисливцями, йде на заняття з самооборони, і, нарешті, служити в армію. Закінчується це тим, що начебто позбавився від гомосексуальності австрієць веде реслінг-шоу під псевдонімом Дейва «Натурала». Але все одно не може нічого з собою вдіяти, коли знову зустрічає свого милого і вірного Лутца...

## Реліз
Фільм вийшов на екрани США 10 липня 2009 року. 
Фільм мав вийти в Україні 23 липня 2009 року, але 15 липня 2009 року від прокатника фільму в Україні компанії Синергія стало відомо, що Міністерство культури України заборонило показ фільму в кінотеатрах України. Неофіційний український дубляж для фільму був створений Студією "Остання Барикада" для показу 23-24 серпня 2009 року в місті Гуляйполі Запорізької області в рамках літературно-музичного фестивалю День Незалежності з Махном. Опісля україномовний дубляж так і не з'явився на жодних офіційних носіях DVD/Blu Ray чи VOD-постачальниках як от iTunes і вважається втраченим.

## Цікаві факти
- У фільмі використовується кілька документальних сцен. Наприклад, сцена, де Бруно йде по подіуму в безглуздому вбранні, була зіграна у вересні 2008 року на Італійському показі мод. Тоді Барона Коена затримала поліція.
- Нібито повна офіційна назва фільму, яке звучить як «Бруно: Чудова подорож по  Америці з метою змусити гетеросексуальних самців почувати себе дискомфортно у присутності гея-іноземця у футболці-сіточці», насправді є фальсифікацією, запропонованої популярним близько голлівудським блогом Defamer і підхопленою такими відомими газетами Daily Star, The Irish Times, The Boston Globe, і навіть базою Internet Movie Database (втім, з останньої така інформація пізніше була видалена).
- Якщо вірити творцям фільму, то під час зйомок поліцію викликали 91 разів.
- iPhone — телефон Бруно.
- За словами відомого німецького дизайнера Харальда Глеклер (Harald Glööckler), він є прообразом головного персонажа фільму «Бруно».
- Представники групи домовилися з адміністрацією аеропорту, щоб ті дозволили їм зняти у них частину фільму про «європейця» в Америці. Коли ж справа дійшла до справи, «європейці» роздяглися до коротеньких тісних шортиків і почали танцювати в залі очікування, чим неабияк збентежили спокій сімейств з дітьми.
- Фінальну пісню фільму разом з Бруно виконують такі світові зірки, як Боно, Стінг, Слеш, Елтон Джон, Snoop Dogg та Кріс Мартін. Примітно, що майже всі вони (за винятком Боно і Snoop Dogg) є підданими Великої Британії.
- На початку фільму звучить пісня Nessaja группы Scooter.
- У картині взяв участь сенатор Рон Пол — один з кандидатів у президенти США на виборах 2012 року.